# Futbol'nyj Klub Moskovskij Voennyj Okrug
Il Futbol'nyj Klub Moskovskij Voennyj Okrug (in lingua russa футбольный клуб Московский военный округ, cioè Club Calcistico del Distretto militare di Mosca), noto anche come MVO Mosca è stato un club calcistico sovietico di Mosca e, per breve tempo, di Kalinin, l'odierna Tver'.

## Storia
Fondato nel 1938, era la squadra calcistica del Distretto Militare di Mosca. Ha giocato per la prima volta nel Campionato sovietico di calcio nel 1945, partendo dalla Vtoraja Gruppa, cioè la seconda serie.
Nel 1951 sposta la sua sede a Kalinin cambiando il proprio nome ufficiale in Komanda goroda Kalinina (in lingua russa Команда города Калинина, ovvero Squadra della città di Kalinin), ma venendo comunemente chiamata MVO Kalinin o semplicemente Kalinin; nello stesso anno vince la Klass B (nome con cui era identificata la seconda serie), ottenendo la promozione in Klass A ed è finalista in Coppa dell'URSS, venendo battuto dal CDSA Mosca.
Al primo anno nel massimo campionato sovietico ottiene un sesto posto. L'anno seguente, torna alla denominazione originale, spostandosi a Mosca, ma dopo sei giornate in cui aveva ottenuto due vittorie, due pareggi e due sconfitte, la squadra fu sciolta, anche in conseguenza della morte di Stalin.

## Palmarès

### Competizioni nazionali
- Pervaja Liga sovietica: 1

1951

### Altri piazzamenti
- Pervaja Liga:

Terzo posto: 1945, 1946 (girone Est)
- Coppa dell'Unione Sovietica:

Finalista: 1951